# 11666 Bracker
11666 Bracker è un asteroide della fascia principale. Scoperto nel 1997, presenta un'orbita caratterizzata da un semiasse maggiore pari a 2,4053743 UA e da un'eccentricità di 0,1601326, inclinata di 1,36175° rispetto all'eclittica.